# Заболоття (Вілейський район)
Заболоття (біл. вёска Забалоцця) — село в складі Вілейського району Мінської області, Білорусь. Село підпорядковане Ольковицькій сільській раді, розташоване в північній частині області.

## Історія
У 1921–1945 роках застінок знаходилось у Польщі, у Вільнюській воєводстві, Вілейського повіту, гміні Довгиново.

## Населення
- 1866 рік - 95 люди, 11 будинки[1]
- 1931 рік - 198 люди, 37 будинки[2].